# Caleb Surratt
Caleb Surratt, född 16 mars 2004 i Indian Trail i North Carolina, är en amerikansk professionell golfspelare som spelar för Legion XIII i Liv Golf.
Hans bästa individuella presentation har varit en elfte plats vid 2025 års Liv Golf Riyadh och erhöll 380 000 amerikanska dollar i prispengar. Surratt och dennes Legion XIII har även vunnit sex lagtävlingar; fyra för 2024 och två för 2025.
Innan han blev proffs studerade Surratt vid University of Tennessee och spelade för deras idrottsförening Tennessee Volunteers.